# Phare de Ponta dos Rosais
Le phare de Ponta dos Rosais  est un  phare situé sur le promontoire de Ponta dos Rosais, dans la freguesia de Rosais (pt) de la municipalité de Velas, à l'extrême nord-ouest de l'île de São Jorge (Archipel des Açores - Portugal).
Il est géré par l'autorité maritime nationale du Portugal à Oeiras (Grand Lisbonne).
Ponta dos Rosais est un site naturel classé Réseau Natura 2000.

## Histoire
La construction d'un phare sur Ponta dos Rosais avait déjà été prévue dès 1890. En 1956, le projet a été poursuivi par la Commission administrative des nouvelles installations, un service de la marine portugaise pour une réalisation prévue pour 1957.
Le phare a été mis en service le 1er mai 1958, avec un système optique de 3e ordre de 500 mm de focale avec une lampe de 3.000 W. L'alimentation a été fournie par des groupes électrogènes de 110 volts. En 1961 les dernières constructions de bâtiments annexes ont été réalisées. Il a finalement été achevé et inauguré officiellement en 1964. Au moment de sa construction, c'était le phare le plus avancé du réseau portugais. C'était aussi un complexe autonome, avec des résidences pour plusieurs familles, un approvisionnement en eau indépendant et une source d'énergie pour fonctionner indépendamment du reste du village.
Peu de temps après, le phare a été abandonné lors du tremblement de terre de Rosais du 16 février 1964. Des secousses sismiques et une éruption sous-marine ont frappé la Ponta dos Rosais, causant des dommages à 900 maisons et à 400 bâtiments dans la paroisse de Rosais. Le tremblement de terre a provoqué une panique suffisante pour justifier l'évacuation de ses habitants vers l'île voisine de Terceira, qui comprenait aussi l'évacuation temporaire des familles des phares. Au fil du temps, les craintes de répliques se sont atténuées et la vie a repris dans la station de signalisation maritime.
Il y a eu une substitution de la lampe principale pour un modèle dioptrique avec une distance focale de 150 mm et avec une lampe de 50 watts/12 volts et alimentée par des batteries chargées par des panneaux solaires photovoltaïques. Le changement, bien que plus efficace, a permis une portée de 8 milles nautiques (environ 15 km).
Malheureusement, le 1er janvier 1980, une nouvelle série de secousses sismiques, de l'ordre de 7 sur l'échelle de Richter, ont causé la destruction de nombreuses maisons sur les îles Terceira, Graciosa, Faial et São Jorge. Ces événements ont causé des dommages importants à la structure du phare et des bâtiments, ce qui nécessita un abandon total du complexe.
Le phare a été automatisé et rouvert le 5 juillet 1982.
Identifiant : ARLHS : AZO019 ; PT- - Amirauté : D2683 - NGA : 23448.
|                  |
| Ponta dos Rosais |

|          |
| Le phare |

### Lien connexe
- Liste des phares des Açores